# Causas da Primeira Guerra Mundial

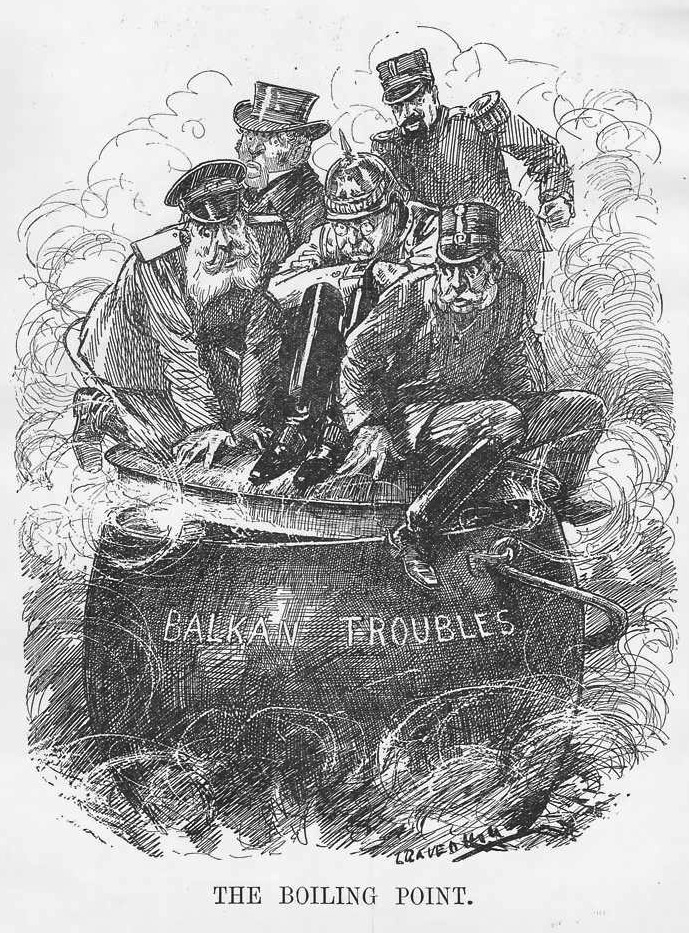
Os governantes da Alemanha, França, Rússia, Áustria-Hungria e do Reino Unido tentando manter a tampa do caldeirão fervente das tensões imperialistas e nacionalista nos Bálcãs para evitar uma grande guerra geral europeia. Eles foram bem sucedidos em 1912 e 1913, mas não tiveram sucesso em 1914.

Segundo estudos e análises históricas, os historiadores tendem a afirmar que as causas da Primeira Guerra Mundial - havendo explicações na economia, na psicologia social, no ramo da geopolítica e passando desde a escola liberal até a escola realista das relações internacionais - são extremamente complexas, tendo sido debatidas desde 1926. A causa imediata apontada é o assassinato, em Sarajevo, do Arquiduque do Império Austro-Húngaro, Francisco Fernando, pelo nacionalista sérvio Gavrillo Princip. Contudo, vários outros eventos contribuíram para o início do conflito.
Em 28 de junho de 1914, o Arquiduque Francisco Fernando, sobrinho do Imperador Francisco José I e herdeiro do trono do Império Austro-Húngaro e sua esposa, Sofia, foram assassinados em Sarajevo, então parte do Império Austro-Húngaro. A conspiração envolveu Gavrilo Princip, um estudante sérvio que fazia parte de um grupo de quinze assaltantes que formavam o grupo Bósnia Jovem, que atuava em conjunto com o grupo ultranacionalista Mão Negra. Mas a causa não foi a morte de Francisco Fernando, sendo esta apenas a "gota de água".
Imediatamente após o término da visita oficial à Rússia do presidente da França, Raymond Poincaré, passado quase um mês do assassinato, o conde Leopold Berchtold, ministro das Relações Exteriores do Império Austro-Húngaro, instigado por seu aliado, o Império Alemão, apresentou ao imperador Francisco José, em 21 de julho, um ultimato que chegou em Belgrado em 23 de julho. O ultimato continha várias requisições, uma delas era que o governo sérvio seria o responsabilizado pelo atentado e que agentes austríacos fariam parte das investigações. Esta última requisição acabou sendo negada pela Sérvia, já que constituía, na opinião do país, uma afronta a sua soberania. Tal recusa sérvia também se deu pela esperança do apoio russo no caso de uma eventual guerra, pela política do Pan-eslavismo. Com isso, o Império Austro-Húngaro declarou guerra à Sérvia em 28 de julho. Os russos então mobilizaram suas tropas em apoio aos sérvios. Inicialmente fora apenas uma mobilização parcial em direção à fronteira Austro-Húngara. Em 31 de julho, após o alto comando militar russo ter dito ao Império que tal movimentação era logisticamente impossível, uma mobilização geral foi ordenada. O Plano Schlieffen, estratégia militar alemã, previa um rápido ataque à Rússia, aliada da França, enquanto suas tropas ainda estivessem no início da mobilização para evitar um ataque ao oeste. Portanto, a Alemanha declarou guerra à Rússia em 1º de agosto e à França dois dias depois, invadindo imediatamente Luxemburgo e Bélgica para dominar fortificações ao longo da fronteira francesa. A invasão da Bélgica levou à declaração de guerra britânica contra a Alemanha em 4 de agosto.
Apesar de a Primeira Guerra Mundial ter sido desencadeada por uma série de acontecimentos subsequentes ao assassinato do arquiduque, as causas da guerra são muito mais profundas, envolvendo uma série de questões políticas, culturais e econômicas, além de uma complexa teia de alianças  que se desenvolveram entre as diferentes potências europeias ao longo do século XIX, após a derrota final de Napoleão Bonaparte, em 1815, e o Congresso de Viena.
Algumas das principais causas para o início do conflito foram:
- Imperialismo;
- Partilha da África;
- Disputas prévias não resolvidas;
- Um complexo sistema de alianças;
- Governos não-unificados;
- Atrasos e discrepâncias nas comunicações diplomáticas;
- Corrida armamentista;
- Planejamento militar rígido;
- Movimentos Ultranacionalistas, como o Irredentismo.

## Polarização

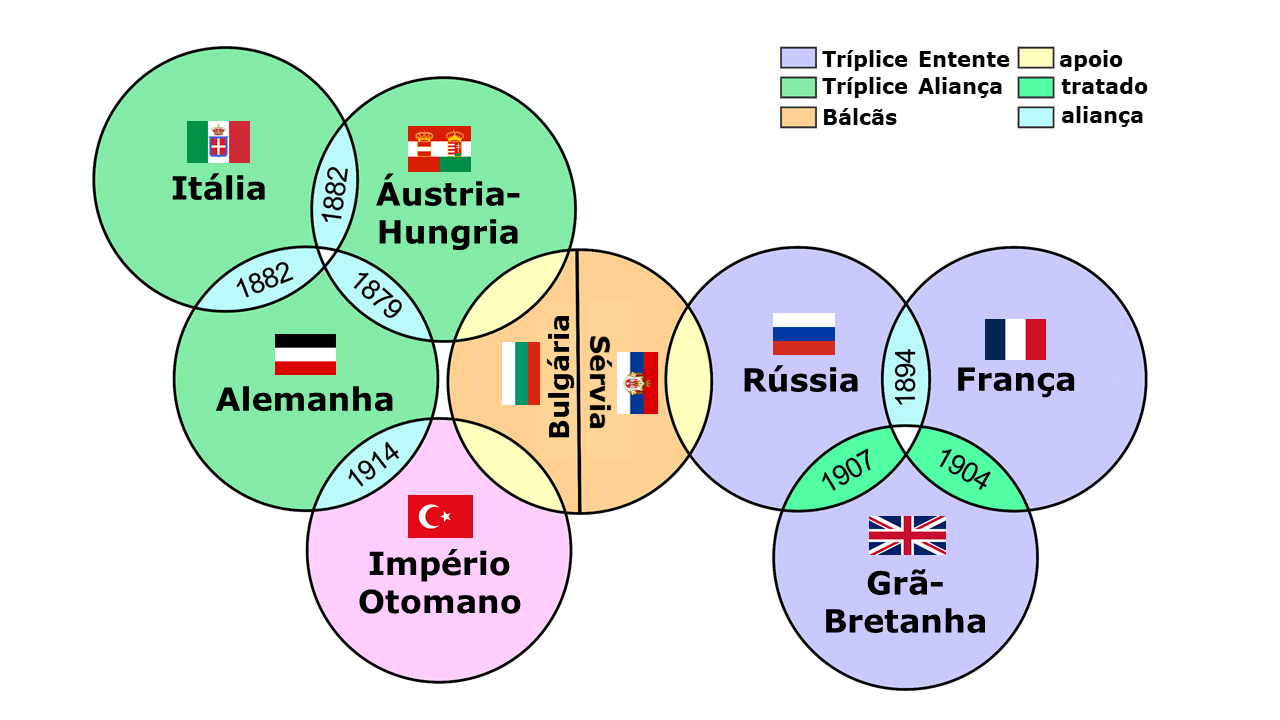
Diagrama demonstrando os alinhamentos diplomáticos europeus no período pré-guerra. O Império Otomano aderiu às Potências Centrais logo após o início do conflito e Bulgária no ano seguinte. A Itália permaneceu neutra em 1914 e juntou-se aos Aliados em 1915.

### A ascensão do sentimento nacionalista
O sistema de estados, por vezes referido como o sistema da Paz da Vestfália, foi desenvolvido na Europa desde meados do século XVII. O Nacionalismo ou Patriotismo podem, em parte, ser encarados como uma expressão ideológica popular deste sistema. Para se entender o porquê de as populações europeias estarem predispostas a uma guerra em 1914, muitos historiadores acreditam ser necessário analisar as origens dessas ideologias.
No seguimento da Revolução Francesa (1789-1799), Napoleão Bonaparte tomou o poder na França. Os exércitos de Napoleão marcharam sobre toda a Europa, trazendo não só um domínio efetivo francês mas também suas ideias. O surgimento de ideais nacionalistas, devoção e amor pelas ideias de uma massa coletiva de pessoas tornou-se cada vez maior durante as Guerras Napoleónicas. Napoleão encorajou a difusão do nacionalismo, o que no seu entender "oleava" a grande "máquina de guerra" francesa. A população francesa começou a ter orgulho na sua cultura e etnia. O Mundo assistiu então pela primeira vez ao fenômeno nacionalista e assistiu ao enorme poder que os franceses dele retiraram.

### O darwinismo social
No fim do século XIX, uma nova forma de pensamento surgia, emergindo do nacionalismo. Enquanto que formas anteriores de nacionalismo tinham dado ênfase na comunidade e autodeterminação, uma nova forma, o Darwinismo Social emergia com uma tônica na competição entre diferentes grupos étnicos. Inspirado nas teorias de Charles Darwin e Herbert Spencer, o Darwinismo Social foi muito influente entre as elites políticas europeias. A nova ideologia punha a tônica na violenta luta pela existência entre "raças" e "nações" na qual as mais fracas seriam destruídas pelas mais fortes. Muitos dos líderes germânicos e austro-húngaros temiam uma inevitável batalha entre os "eslavos" e a "civilização germânica". O Darwinismo social foi igualmente exercer influências na competição entre os estados pelas colônias. A Expansão Colonial em busca principalmente de matérias-primas era vista como sendo de fundamental importância no assegurar de uma vantagem econômica e militar face aos rivais.
Um aspecto importante do darwinismo social do século XIX, é o sentimento de desespero que o mesmo provocava. Para uma nação, o fato de ser vista como "não crescente" quando comparada com os seus vizinhos e rivais era como uma sentença de morte. Assim sendo, o darwinismo social injetou uma urgência, desespero e forte ansiedade sobre a derrota nas relações internacionais. A competição pelas colônias e a corrida ao poderio militar naval do princípio do século XX foram, em parte, derivados deste desespero.

### As políticas domésticas do Império Alemão
Partidos de esquerda, especialmente o Partido Social-Democrata da Alemanha, tiveram grandes ganhos na eleição de 1912. Na época o governo alemão ainda era dominado pela classe dos Junkers, que temiam um grande crescimento da esquerda no país.

### As políticas domésticas da França
A situação na França era a oposta, com os mesmos resultados. Mais de um século depois da Revolução Francesa ainda havia uma feroz batalha entre a direita que estava no poder e a esquerda. Uma guerra externa era vista por ambos os lados como um jeito de resolver a crise. Todos acreditavam que a guerra seria rápida e de fácil vitória. A esquerda considerava o conflito como uma boa oportunidade de implementar reformas sociais; já a direita acreditava que suas ligações com o exército poderiam lhe permitir uma possibilidade de assumir o poder.

### Crise na Bósnia
Em 1908, a Áustria-Hungria anunciou a anexação da Bósnia e Herzegovina, províncias dos Bálcãs. A Bósnia e Herzegovina estiveram nominalmente sob a soberania do Império Otomano, mas administrada pela Áustria-Hungria desde o Congresso de Berlim (1878), quando as Grandes Potências da Europa concederam à Áustria-Hungria o direito de ocupar as províncias — embora o título legal permanecesse com o Império Otomano. O anúncio em outubro de 1908 da anexação da Bósnia e Herzegovina pela Áustria-Hungria perturbou o frágil equilíbrio de poder nos Bálcãs, causando reação da Sérvia e os nacionalistas pan-eslavos na Europa. Com o enfraquecimento da Rússia, o país incitou o sentimento pró-russo e anti-austríaco na Sérvia e em outras províncias dos Bálcãs, provocando temores austríacos do expansionismo eslavo na região.

## Eventos específicos

### A ascensão do Kaiser Guilherme II
Debaixo do comando político do seu primeiro chanceler, Otto von Bismarck, a Alemanha assegurou a sua posição na Europa através de uma aliança com o Império Austro-Húngaro e um entendimento diplomático com a Rússia. Bismarck iniciou uma "corrida" a inúmeras alianças e tratados de paz. De fato, assinou a paz com quase todas as nações europeias, exceto com a França. Sentia pois, que uma guerra poderia destruir a nação recém-nascida que ele criara na década de 1860. Aquando da morte de Guilherme I, um sistema de alianças assegurava a paz na Europa.

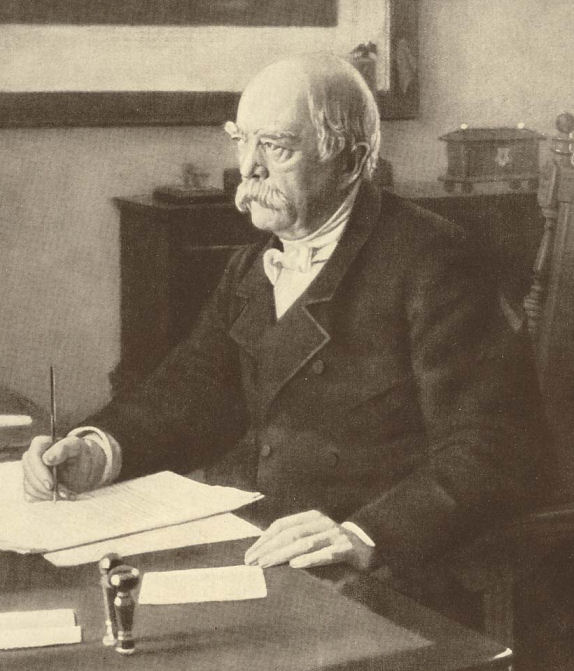
Otto von Bismarck, chanceler do Império Alemão.

A ascensão, em 1888, do Kaiser Guilherme II, trouxe ao trono germânico um governante mais jovem, determinado a comandar a política diretamente, apesar da sua imprudente análise diplomática. Após as eleições de 1890, nas quais os partidos do centro e de esquerda obtiveram ganhos consideráveis, e em parte também ao desagrado de herdar um chanceler que guiara o seu avô durante a maior parte da sua carreira, Guilherme II engendrou a demissão de Bismarck.

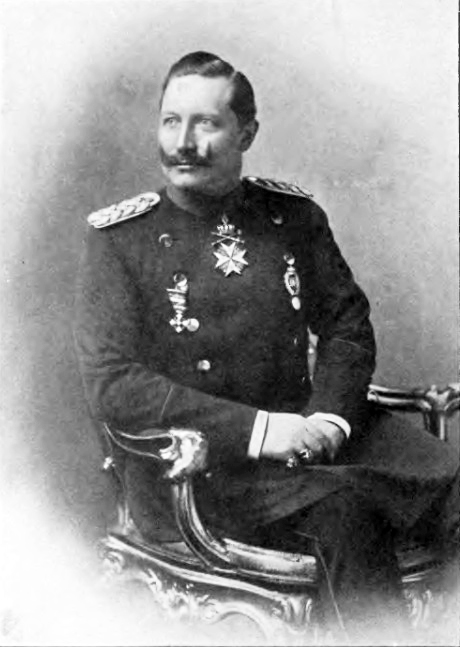
Kaiser Guilherme II.

Muito do trabalho de Bismarck foi desfeito nas décadas seguintes, uma vez que Guilherme II não conseguiu renovar o tratado de 1887 com a Rússia, deixando que a França republicana firmasse uma aliança com o Império Russo. No entanto, o pior ainda estaria para vir, uma vez que Guilherme II encetou esforços para a criação de uma marinha germânica que fosse capaz de ameaçar o domínio Britânico dos mares, abrindo caminho para a Entente Cordiale de 1904 entre a França e Inglaterra e a sua expansão para com os Russos em 1907, formando a Tríplice Entente (em oposição à Tríplice Aliança (1882), de 1882 entre a Alemanha, Império Austro-húngaro e Itália).
Assim, com Guilherme II surge a Weltpolitik, a concepção germânica de geoestratégia. Os seus aspectos nucleares baseados na raça Germânica e espaço económico demonstram uma continuidade desde a Alemanha Imperial até ao Terceiro Reich de Hitler. No entanto, os geoestrategistas imperiais, geopolíticos alemães e estrategistas nazistas não possuíram grandes contatos entre si, sugerindo que a Weltpolitik não foi copiada ou passada através sucessivos contatos, refletindo-se sim em aspectos permanentes da geografia alemã, geografia política e geografia cultural. Estiveram pois na sua origem os escritos de Friedrich Ratzel, Rudolf Kjellén e do general Karl Haushofer, encontrando-se a sua máxima (e final) expressão em Adolf Hitler.
As características que a definem, e diferenciam das escolas americana, britânica ou francesa de geopolítica, são a inclusão de uma teoria orgânica do estado e um choque de civilizações imposto pelo darwinismo social. É, talvez, a escola de geoestratégia mais próxima de uma noção de geoestratégia puramente nacionalista.

### Características

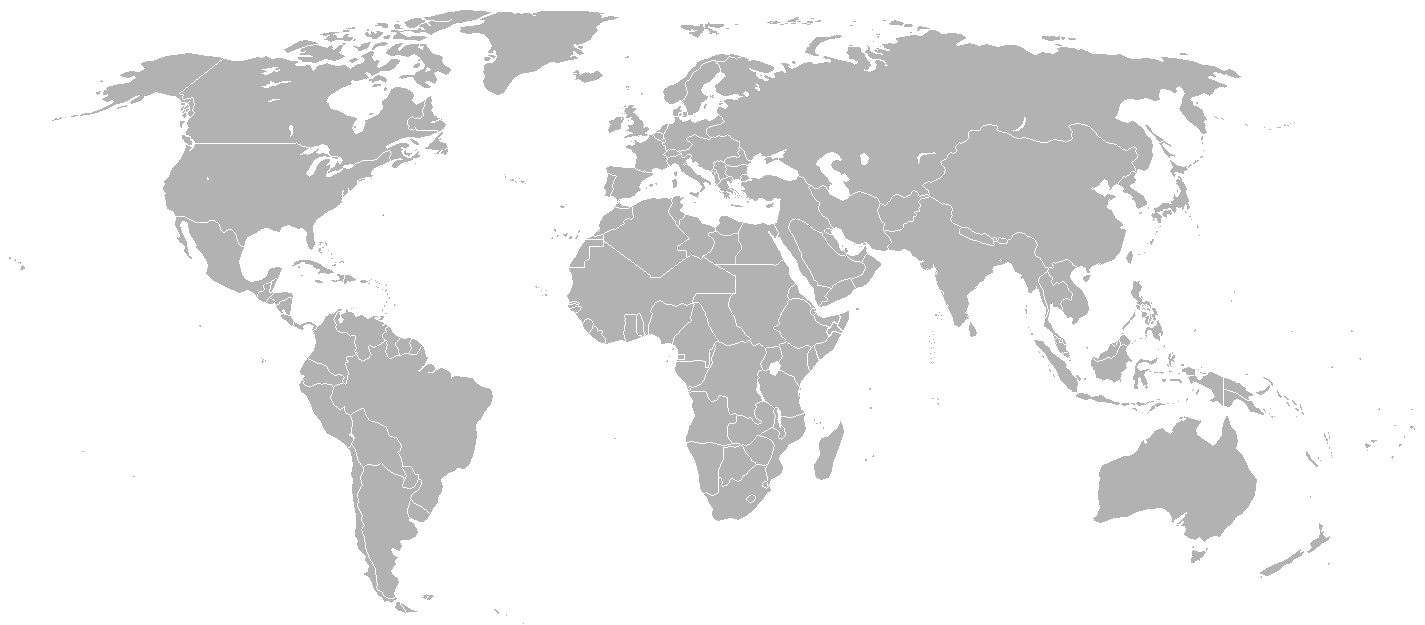
Mapa político do mundo em 1914.

Segundo os mais recentes estudos e análises históricas, os historiadores tendem a afirmar que as causas da Primeira Guerra Mundial são extremamente complexas, tendo sido debatidas desde 1914, quando do início da mesma.. A causa imediata apontada é o assassinato, em Sarajevo, do arquiduque austro-húngaro Francisco Fernando pelo nacionalista sérvio Gavrilo Princip. Contudo, a questão não se resume somente a este fato, tendo diversos eventos ao longo da história com significativa contribuição para o início do conflito.

### Consequências
Os acordos que deveriam dar fim aos conflitos da Primeira Guerra Mundial (1914 – 1918) serviram para que um clima de rivalidades se agravasse ao longo do período do Entre guerras. A imposição de multas e sanções extremamente pesadas não conseguiu fazer com que o equilíbrio político real fosse alcançado entre as potências econômicas mundiais. Grosso modo, podemos afirmar que a Primeira Guerra pavimentou as possibilidades para a ocorrência de um novo conflito internacional. Mesmo posando ao lado dos vencedores, a Itália saiu frustrada do conflito ao não receber os ganhos materiais que esperava. Na Alemanha, onde as mais pesadas sanções do Tratado de Versalhes foram instituídas, a economia viveu em franca decadência e os índices inflacionários alcançaram valores exorbitantes. Esse contexto de declínio e degradação acabou criando chances para que Itália e Alemanha fossem dominadas por regimes marcados pelo nacionalismo extremo e a franca expansão militar
O desgaste militar russo frente ao front oriental associado a escassez alimentar levou a instabilidade política, gerando como consequência disto a Revolução Russa e o Tratado de Brest-Litovski que deu uma sobrevida militar a Tríplice Aliança.
A Sociedade das Nações, órgão internacional incumbido de manter a paz, não conseguiu cumprir seu papel. O Japão impôs um projeto expansionista que culminou com a ocupação da Manchúria. Os alemães passaram a descumprir paulatinamente as exigências impostas pelo Tratado de Versalhes e realizaram a ocupação da região da Renânia. Enquanto isso, os italianos aproveitaram da nova situação para realizar a invasão da Etiópia
O equilíbrio almejado pelos países também foi impedido pela crise econômica que devastou o sistema capitalista no ano de 1929. Sem condições de impor seus interesses contra os alemães e italianos. as grandes nações europeias passaram a ceder espaço aos interesses dos governos totalitários. Aproveitando dessa situação, os regimes de Hitler e Mussolini incentivaram a expansão de uma indústria bélica que utilizou a Guerra Civil Espanhola como “palco de ensaios” para um novo conflito mundial.
Fortalecidas nessa nova conjuntura política, Itália, Alemanha e Japão começaram a engendrar os primeiros passos de uma guerra ainda mais sangrenta e devastadora. A tão sonhada paz escoava pelo ralo das contradições de uma guerra sustentada pelas contradições impostas pelo capitalismo concorrencial. Por fim, o ano de 1939 seria o estopim de antigas disputas que não conseguiram ser superadas com o trágico saldo da Primeira Guerra.